# 森本駿

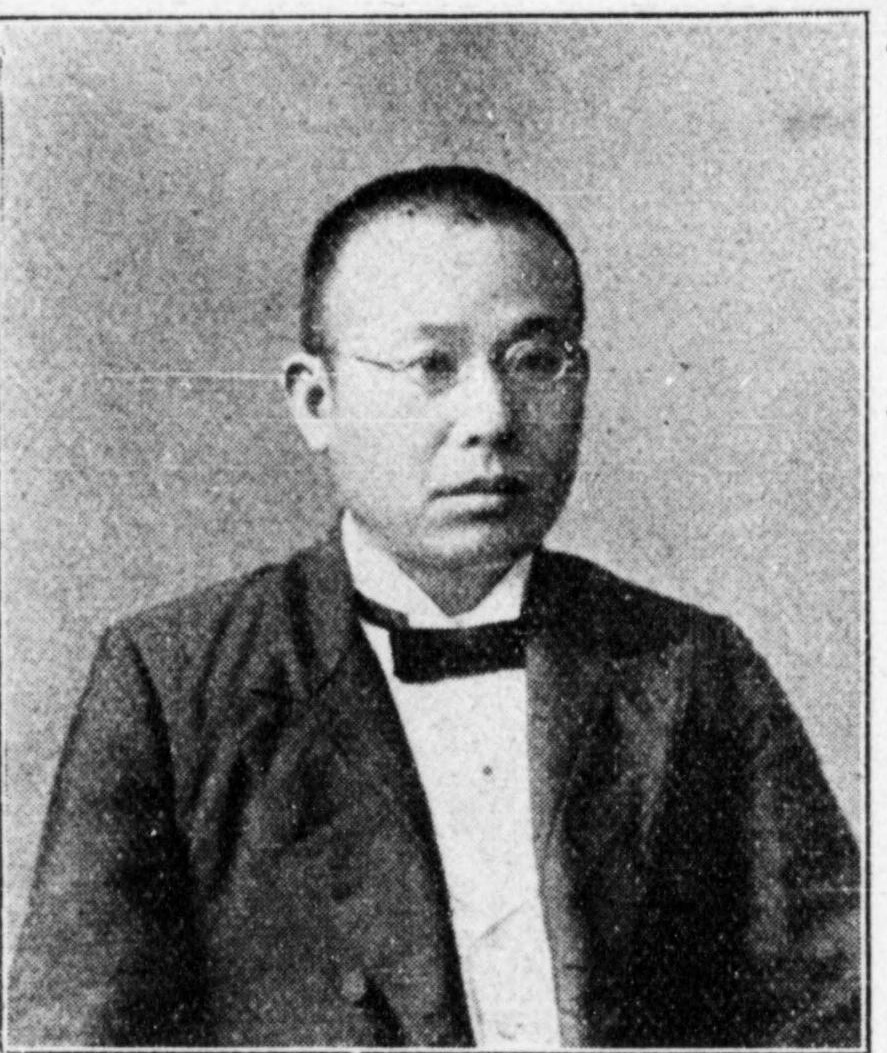
森本駿

森本 駿（もりもと しゅん、1859年1月18日（安政5年12月15日）- 1944年（昭和19年）10月17日）は、明治から昭和前期の実業家・政治家。衆議院議員、兵庫県出石郡出石町長。旧姓は永井、桜井（櫻井）。

## 経歴
但馬国出石郡出石城下（兵庫県出石郡出石町を経て現豊岡市出石町）で、出石藩侍医・永井玄機（春嶽）の二男として生まれる。藩校弘道館で漢学を修めた。その後、東京に遊学し尺振八の塾で英学、経済学、財政学を修めた。のち森本家の養子となり、1898年（明治31年）1月に家督を相続した。
豊岡洋学校で助教を務めた。上京して桜井勉の書生となる。大蔵属に任じられ、科目条例取調委員、各庁営繕規則取調委員などを務めた。その後、自由党に入党して政務調査に従事し、党報を主宰した。1898年（明治31年）第1次大隈内閣が成立すると大蔵大臣秘書官に就任。日本勧業銀行監査官も務め、退官後は政友会兵庫県支部設立委員、同評議員、同財政調査委員主査を務めた。1900年（明治33年）農商務省からパリ万国博覧会視察の委嘱を受けて、欧米各国を視察して帰国した。
1902年（明治35年）8月、第7回衆議院議員総選挙に兵庫県郡部から無所属で出馬して初当選。その後第10回総選挙まで再選され、衆議院議員に連続4期在任した。1909年（明治42年）日本製糖汚職事件で検挙され、同年5月13日に衆議院議員を辞職し、同年7月3日に、東京地方裁判所第二刑事部において重禁錮5ヶ月、執行猶予3年の有罪判決が言い渡された。これにより従五位返上を命じられ、勲四等を褫奪された。
実業界では、鮮満木材車輛取締役、播州水力電気鉄道取締役、山東起業監査役、関西土地信託監査役などを務めた。
1927年（昭和2年）故郷の出石町長に就任し1期在任した。晩年は東京で過ごした。墓所は青山霊園。

## 国政選挙歴
桜井駿
- 第5回衆議院議員総選挙（兵庫県第9区、1898年3月、無所属）落選[12]
- 第7回衆議院議員総選挙（兵庫県郡部、1902年8月、立憲政友会）当選[7]
- 第8回衆議院議員総選挙（兵庫県郡部、1903年3月、立憲政友会）当選[7]
- 第9回衆議院議員総選挙（兵庫県郡部、1904年3月、立憲政友会）当選[7]

森本駿
- 第10回衆議院議員総選挙（兵庫県郡部、1908年5月、立憲政友会）当選[13]
- 第12回衆議院議員総選挙（兵庫県郡部、1915年3月、立憲政友会）落選[14]
- 第13回衆議院議員総選挙（兵庫県郡部、1917年4月、立憲政友会）落選[15]
- 第15回衆議院議員総選挙（兵庫県第13区、1924年5月、政友本党公認）落選[16]

## 著作
- 森本駿『巴黎城下盟』高知堂、1895年。
- 桜井駿『酒量大観』博文館、1904年。